# Roplyctus castanescens
Roplyctus castanescens is een keversoort uit de familie knotshoutkevers (Bothrideridae). De wetenschappelijke naam van de soort werd in 1899 gepubliceerd door Léon Marc Herminie Fairmaire.